# آدم داراه
آدم داراه (بالإنجليزية: Adam Darragh)‏ مواليد 16 أغسطس 1979، هو لاعب كرة سلة أسترالي بدأ مسيرته الاحترافية في سنة 2003 ويحمل الرقم 20.